# BRUZZ (krant)
BRUZZ is een Nederlandstalig weekblad en nieuwswebsite met politiek, economisch, sociaal en cultureel nieuws uit het Brussels Hoofdstedelijk Gewest. De stadskrant verschijnt op woensdag met op de achterzijde het gelijknamig cultureel uit-magazine en wordt gratis verdeeld op verschillende punten in de hoofdstad. Een postabonnement is gratis binnen het hoofdstedelijk gewest.

## Geschiedenis
In 1970 besliste de toenmalige Nederlandse Cultuurcommissie om een maandblad op te richten voor Nederlandstalige Brusselaars: Deze Maand in Brussel. In 1985 werd het een weekblad. Deze Week in Brussel behield haar socio-culturele insteek. In 1998 werd de krant herdoopt tot Brussel Deze Week en werd Dirk Volckaerts hoofdredacteur. Onder impuls van Brigitte Grouwels werd het een echte stadskrant. In 2002 kwam er een drietalige culturele bijlage: eerst Agenda en later Agenda Magazine. In 2004 ging de krant online via de portaalsite brusselnieuws.be waarop ook stukjes TV Brussel en FM Brussel werden opgenomen. In 2008 werd Anne Brumagne hoofdredacteur en werd de krant herdoopt tot BDW.
In april 2014 richtte de Vlaamse overheid de nieuwe vzw Vlaams-Brusselse Media op. Onder voorzitterschap van Marc Michils werden de verschillende Vlaams-Brusselse mediakanalen gefuseerd tot een organisatie met vier onafhankelijke redacties (televisie, radio, print en web). Bij deze operatie werd de hoofdredactie van de krant niet gehoord en in juni 2015 aan de kant gezet. Op 20 april 2016 fuseerde de stadskrant samen met Agenda Magazine, TV Brussel, FM Brussel en brusselnieuws.be tot BRUZZ.

In september 2021 promootte de krant actief CurieuzenAir, het burgerproject voor het meten van de luchtkwaliteit in het Brusselse. 